# Eupithecia peyerimhoffata
Eupithecia peyerimhoffata är en fjärilsart som beskrevs av Pierre Millière 1870. Eupithecia peyerimhoffata ingår i släktet Eupithecia och familjen mätare. Inga underarter finns listade i Catalogue of Life.